# Ken Livingstone
Ken Livingstone (1945. június 17.) angol munkáspárti politikus, London polgármestere volt 1981-1986 (Greater London Council elnöke) és 2000-2008 között (Mayor of London).

## Politikai pályafutása
Az 1970-es évek elején Livingstone kerületi képviselő volt, majd a 80-as években a parlament alsóházába lett megválasztva. 2000-ben London polgármesterévé lett megválasztva. 2003-ban dugódíjat vezette be Londonba, mely azonnal 20 százalékkal csökkentette a belvárosi gépjárműforgalmat. A 2008-as helyhatóság választásokon a brit Munkáspárt nagy vereséget szenvedett, amelyben Livingstone is elvesztette polgármesteri hivatalát. Livingstone 1,03 millió voksot kapott, míg Boris Johnson 1,17 millió vokssal London új polgármestere lett.